# جولیت کاپلان
جولیت کاپلان (انگلیسی: Juliette Kaplan؛ ‏ ۲ اکتبر ۱۹۳۹ – ۱۰ اکتبر ۲۰۱۹) بازیگر اهل بریتانیا بود.
از فیلم‌ها یا مجموعه‌های تلویزیونی که وی در آن‌ها نقش داشته‌است، می‌توان به خیابان کورونیشن، ایست‌اندرز و در انتهای دوران میانسالی اشاره نمود.